# Gaucelme de Roussillon
Gaucelme de Roussillon, dit aussi Gaucelme de Gothie, mort en 834 à Chalon-sur-Saône, est comte du Roussillon de 812 à 832, d'Empúries de 817 à 832, de Conflent et de Razès de 828 à 832.
Fils de Guillaume de Gellone et membre de la famille des Guilhelmides, apparentés à la famille impériale, il fut un membre important de la cour impériale de Louis le Pieux. Frère du puissant Bernard de Septimanie, il était possessionné dans la même région que lui, la Septimanie et la Marche d'Espagne carolingiennes. Il entra en conflit avec les élites gothes et assura la suprématie de la noblesse franque dans la région. Mais ayant pris part aux conflits qui opposèrent l'empereur à ses fils à partir de 830, il en fut la victime en 834.

## Jeunesse
Gaucelme est le fils de Guillaume de Gellone, duc de Septimanie, et de sa seconde épouse, une dame franque, Guibourg. Il appartient à l'importante famille des Guilhelmides et est donc un arrière-petit-fils de Charles Martel et un cousin issu de germains de l'empereur Louis le Pieux.
Il évolue dans des milieux proches de l'empereur Charlemagne, cousin de son père, puisqu'il est identifié à un Gaucelme, missus dominicus en 807. En 812, il reçoit de l'empereur la charge du comté de Roussillon, qui avait été tenue par son père Guillaume.

## La lutte contre Bera et les Goths de la Marche d'Espagne

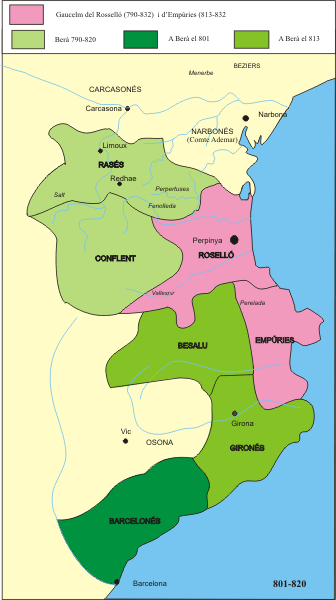
Domaines de Bera de Barcelone et de Gaucelme de Roussillon en 820.

Gaucelme entre en conflit avec Berà I, le puissant comte de Gérone, de Besalú, de Barcelone, du Razès et du Conflent, car celui-ci semble avoir pris la tête des partisans d'une paix avec les musulmans, tendance qui devait être majoritaire parmi les Goths de Barcelone.  Gaucelme met donc à profit les difficultés que rencontre Bera, après 817, dans sa lutte contre l'Aragonais García Galíndez, allié aux musulmans Banu Qasi de la vallée de l'Èbre et aux Basques de Pampelune, eux-mêmes hostiles aux Francs. En février 820, une assemblée générale est convoquée à Aix-la-Chapelle par l'empereur, Louis le Pieux, à laquelle se rendent Bera et le lieutenant de Gaucelme, Sanila, qui accuse le comte de Barcelone de trahison. Le litige se règle par un duel judiciaire. Bera, battu par Sanila, est exilé à Rouen tandis que ses domaines sont divisés : Barcelone, Gérone, Osona et Besalú, sont confiés au Franc Rampon, qui n'est lié à aucun des deux partis qui viennent de s'affronter, mais le Razès et le Conflent restent aux mains du fils de Bera, Guillemond.
Gaucelme reste proche de son frère, Bernard de Septimanie, et l'épaule quand celui-ci devient comte de Barcelone et de Gérone à la mort de Rampon en 826. Il lui vient en aide cette année-là, car Bernard, à peine investi de ses comtés, doit affronter une importante révolte de la noblesse gothe de la Marche d'Espagne, menée par Aisso, contre les représentants du pouvoir impérial franc. Ils repoussent ensemble une attaque de l'émir de Cordoue contre Barcelone, ce qui permet aux deux frères de devenir des personnages importants de la cour impériale.
En 828, Gaucelme est présent à Aix-la-Chapelle pour assister à une assemblée convoquée par Louis le Pieux. Lors de cette assemblée, il obtient les comtés de Razès et de Conflent qui étaient tenus par son rival, Guillemond.

## Les révoltes des fils de Louis le Pieux
Lorsque, en 829, Bernard de Septimanie est convoqué à la cour de Louis le Pieux afin d'assumer la charge de chambrier et d'assurer la garde du dernier fils de l'empereur, Charles, c'est Gaucelme qui se charge de l'administration des comtés de son frère. Mais au printemps 830, les premiers fils de Louis le Pieux, Lothaire, Louis et Pépin se révoltent contre leur père, et le détrônent. Bernard, qui est tombé en disgrâce, rentre à Barcelone, tandis que Lothaire exile loin de la cour le frère de Gaucelme et de Bernard, Héribert, et leur cousin, Eudes d'Orléans. La situation se renverse cependant en faveur de Louis le Pieux qui, à l'assemblée tenue à Nimègue en octobre, reprend le pouvoir et se réconcilie avec ses fils.
En 831, Pépin, qui a reçu le royaume d'Aquitaine, se révolte à nouveau contre son père, malgré l'avis de son conseiller, le comte de Toulouse, de Pallars et de Ribagorce, Bérenger, mais avec le soutien de Bernard de Septimanie et de Gaucelme. Bérenger entre dans les domaines de Bernard et de Gaucelme, et s'empare du Roussillon, du Razès et du Conflent. Le 2 février 832, il est à Elne, où il tient un plaid et rend la justice. Au mois d'octobre, les victoires des armées de Louis le Pieux forcent Pépin et les deux frères, Bernard et Gaucelme, à comparaître devant l'empereur à la diète de Joac : Pépin est dépouillé de son royaume et exilé à Trèves, tandis que les deux comtes sont dépossédés de leurs domaines, donnés à Bérenger. Gaucelme cherche d'abord à résister et se retranche à Empúries, avant que la médiation d'Anségise, l'abbé de Fontenelle, ne le pousse à céder. Il se retire alors avec ses fidèles en Bourgogne.
En juin 833, Louis le Pieux est à nouveau vaincu par ses trois fils aînés révoltés et est déposé. Au début de l'année suivante, la situation change complètement, les deux frères Louis et Pépin se retournant contre Lothaire. Louis le Pieux, avec le soutien de Bernard de Septimanie, marche sur Chalon-sur-Saône, où est réfugié Lothaire. C'est là que, ayant mis la main sur Gaucelme, ce dernier ordonne qu'il soit décapité, tandis que sa sœur, Gerberge, est enfermée dans un tonneau et noyée dans la Saône.